# Enhälligt beslut
Enhälligt beslut är en svensk kortfilm från 2006. Manus och regi Björn Engström. I huvudrollerna syns Noomi Rapace och Lia Boysen.

## Handling
Sveriges försvarsminister, spelad av Lia Boysen, har deltagit i ett EU-beslut om att bomba en by som misstänks vara ett tillhåll för terrorister.
Efter att ha gett en kortfattad kommentar till de samlade medierna flyr ministern till sitt hotellrum, där hon överraskas av en desperat ung kvinna, spelad av Noomi Rapace.

## Rollista
| Noomi Rapace  | – Amira            |
| Lia Boysen    | – Sandra           |
| Isabel Munshi | – utlandsreportern |